# Karur, Siruguppa
Karur là một làng thuộc tehsil Siruguppa, huyện Bellary, bang Karnataka, Ấn Độ.